# Hemoglobina S
L'hemoglobina S és una variant de l'hemoglobina resultat d'una alteració de l'estructura de la globina β. Se li diu "S" pel seu lent corriment en l'electroforesi (lent).

## Característiques
L'alteració en l'hemoglobina S és degut a l'alteració del gen que codifica a la cadena β de l'hemoglobina. De les quatre cadenes polipeptídiques que formen l'hemoglobina (dos alfa i dues beta), les alfa són idèntiques a les de l'hemoglobina normal (Hemoglobina A), però existeix una alteració en les cadenes beta. Aquestes tenen un aminoàcid valina en el lloc que normalment ocupa un àcid glutàmic en el lloc número 6 (β6 Glu→Val). L'intercanvi és conseqüència d'una mutació puntual en la mencionada posició 6. El gen de la cadena beta està localitzat en el cromosoma 11. Això dona lloc a una malaltia que pot ser molt greu, l'anèmia drepanocítica o Anèmia falciforme, nombre motivat en què els eritròcits tenen forma de falç o de mitja lluna. L'anèmia falciforme és molt freqüent en forma heterozigòtica (ja que en homozigosi és letal) en regions associades a la malària, donat que l'estructura cel·lular associada a aquesta patologia és resistent a la infecció per P. falciparum.

## Diagnòstic
La presència de l'hemoglobina S i d'altres variants de l'hemoglobina en els glòbuls vermells es detecta per mitjà de l'electroforesi d'hemoglobina de sang venosa. En els adults les següents variants d'hemoglobina són normals i componen el total de l'hemoglobina:
- Hgb A1: 95% a 98%
- Hgb A2: 2% a 3%
- Hgb F: 0,8% a 2%
- Hgb S: 0%
- Hgb C: 0%